# Сагайдак (Чимишлийский район)
Сагайдак (рум. Sagaidac) — село в Чимишлийском районе Молдавии. Относится к сёлам, не образующим коммуну.

## География
Село расположено на высоте 154 метров над уровнем моря.

## Население
По данным переписи населения 2004 года, в селе Сагайдак проживает 370 человек (174 мужчины, 196 женщин).
Этнический состав села:
| Национальность | Число жителей | Процентный состав |
| -------------- | ------------- | ----------------- |
| молдаване      | 357           | 96.48             |
| украинцы       | 4             | 1.08              |
| русские        | 4             | 1.08              |
| румыны         | 3             | 0.81              |
| болгары        | 1             | 0.27              |
| прочие         | 1             | 0.27              |
| Всего          | 370           | 100%              |